# Dekanat południowo-wschodni
Dekanat południowo-wschodni – jeden z sześciu dekanatów diecezji Południa Kościoła Prawosławnego w Ameryce.
Na terytorium dekanatu znajdują się następujące parafie:
- Parafia św. Symeona Nowego Teologa w Birmingham
- Parafia św. Jana Cudotwórcy w Atlancie
- Parafia św. Marii Egipcjanki w Norcross
- Parafia św. Marii Magdaleny w Rincon
- Parafia św. Tymoteusza w Toccoa
- Parafia Wszystkich Świętych w Woodstock

Ponadto w dekanacie działają dwie placówki misyjne: św. Grzegorza Teologa w Tuscaloosa i św. Innocentego w Macon.